# Working Title Films
Working Title Films – brytyjska wytwórnia filmowa, założona w 1983 roku przez producentów Tima Bevana, Erica Fellera i Sarę Radclyffe, kierowana do dzisiaj przez pierwszych dwóch z nich.
W 1999 Universal Studios kupiły 67% udziałów w firmie za ok. 600 mln dolarów. Obecnie amerykańska wytwórnia jest głównym źródłem finansowania produkowanych przez Working Title filmów i ma wyłączność na ich dystrybucję. W umowie przejęcia zagwarantowano jednak, iż szefowie Working Title mają prawo samodzielnego (bez zgody centrali w Hollywood) podejmowania decyzji o produkcji filmów, których budżet nie przekroczy 35 mln dolarów.
Working Title produkuje różnego rodzaju filmy kinowe i telewizyjne, jednak największą sławę przyniosły wytwórni obrazy braci Coen oraz komedie romantyczne, poczynając od Czterech wesel i pogrzebu. Obecnie firma jest największym brytyjskim producentem filmowym nie związanym bezpośrednio z żadną stacją telewizyjną. Jej siedziba mieści się w Londynie, posiada także biuro w Los Angeles.
W 2004 Fellner i Bevan zostali uhonorowani Orderem Imperium Brytyjskiego w uznaniu swych zasług dla brytyjskiej kinematografii.

## Najważniejsze wyprodukowane filmy
- Edward II (1991)
- Barton Fink (1991)
- Bob Roberts (1992)
- Amerykański łowca (1993)
- Krwawy Romeo (1993)
- Cztery wesela i pogrzeb (1994)
- Francuski pocałunek (1995)
- Przed egzekucją (1995)
- Fargo (1996)
- Jaś Fasola: Nadciąga totalny kataklizm (1997)
- Pożyczalscy (1997)
- Big Lebowski (1998)
- Elizabeth (1998)
- Notting Hill (1999)
- Przeboje i podboje (2000)
- Bracie, gdzie jesteś? (2000)
- Billy Elliot (2000)
- Dziennik Bridget Jones (2000)
- Człowiek, którego nie było (2001)
- 40 dni i 40 nocy (2002)
- Był sobie chłopiec (2002)
- Trzynastka (2003)
- Johnny English (2003)
- To właśnie miłość (2003)
- Thunderbirds (2004)
- Wimbledon (2004)
- W pogoni za rozumem: Dziennik Bridget Jones (2004)
- Tłumaczka (2005)
- Duma i uprzedzenie (2005)
- Niania (2005)
- Lot 93 (2006)
- Elizabeth: Złoty wiek (2007)
- Pokuta (2007)
- Wakacje Jasia Fasoli (2007)
- Na pewno, być może (2008)
- Frost/Nixon (2008)
- Ave, Cezar! (2016)